# یوتی‌سی ۲:۳۰+
هم‌اکنون زمان‌بندی گرینویچ ۲:۳۰+ (به انگلیسی: UTC+02:30) برای اندازه گیری زمان کاربرد دارد.

## تاریخچه
در اواخر سده ۱۹ میلادی زمان مسکو بر پایه این منطقه زمانی بود.